# Fromage à pâte persillée
« Bleu (fromage) » redirige ici. Pour les autres significations, voir Bleu (homonymie).

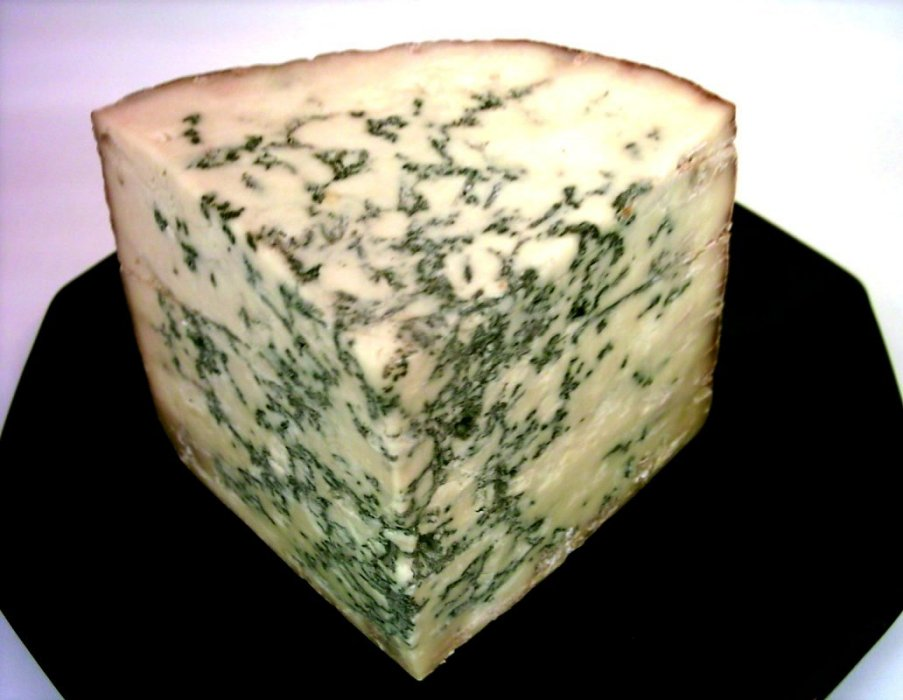
Stilton Cheese.

Les fromages à pâte persillée ou à pâte à moisissure interne ou encore bleus sont des appellations appliquées à des fromages dont  le caillé est ensemencé de penicillium. Le fromage sera aussi parfois percé pour que le champignon (Penicillium glaucum ou P. roqueforti) se développe.

## Fabrication
L’ensemencement est un procédé propre à la fabrication de certains fromages et qui consiste à incorporer des moisissures ou des ferments lactiques dans le lait. Les moisissures sont des champignons microscopiques, tandis que les ferments lactiques sont des bactéries capables de provoquer la fermentation du lait.
Le terme « à pâte persillée » s’applique aux fromages pour lesquels la couleur et la répartition de la moisissure (Penicillium glaucum ou P. roqueforti), appelée aussi « persillage », varient selon chaque fromage. Ces moisissures sont toutefois en général dans les tons verts et bleus, et ensemencées dans le corps des fromages concernés, par opposition au Penicillium camemberti, utilisé entre autres à la surface des camemberts et des bries (fromages à pâte molle à croûte fleurie), qui est blanc.

## Origine de la couleur bleue
Le bleu des fromages à pâte persillée est dû à la DHN-mélanine (l'une des cinq variétés connues de mélanine), présente dans la paroi des spores. Cette mélanine est synthétisée par les champignons filamenteux à l'origine de la fermentation de ces fromages, sous le contrôle de six gènes (alb1, ayg1, arp1, arp2, abr1 et abr2). Ces gènes ont d'abord été identifiés chez Aspergillus fumigatus (un champignon qui n'est pas utilisé pour la fabrication de fromages) puis chez plusieurs espèces du genre Penicillium (dont P. roqueforti en 2024).

## Liste des marques commerciales et des appellations de fromages à pâte persillée

### Belgique
- Bleu de Franchimont
- Château d'Arville
- Bleu des moines de Val dieu
- Bleu de Lignette
- Bleu des Scailtons
- Pas de Bleu

### Canada (Québec)
- Bleu Bénédictin
- Bleu d'Élizabeth
- Bleu extra fort Abbaye Saint-Benoit
- Bleu fumé Abbaye Saint-Benoit
- Bleubry
- Caronzola
- Le Ciel de Charlevoix
- Le Cormoran
- Ermite
- Fleuron
- Météorite
- Le Rassembleu
- Rébellion 1837
- Roc bleu des 3J
- La Roche Noire
- Sacrebleu

### Danemark
- Danablu
- Castello

### Espagne
- Cabrales, Asturies
- Picón de Valdeón, Province de León
- Gamonéu, Asturies
- Picón Bejes-Tresviso, Cantabrie

### États-Unis
- Amish Blue, Salemville

### Finlande
- Aura (fromage), Äänekoski

### France
- Bleu d'Auvergne, une partie du Massif central
- Bleu de Bonneval, marque commerciale, Savoie
- Bleu des Causses, anciennement bleu de l'Aveyron, une partie du Massif central
- Bleu de Gex, ou bleu du Haut-Jura ou bleu de Septmoncel, Haut-Jura
- Bleu de Laqueuille, Puy-de-Dôme
- Bleu de Termignon, Savoie
- Bleu du Vercors-Sassenage, Dauphiné
- Bresse Bleu (ou Bleu de Bresse), marque commerciale, Ain
- Carré d'Aurillac (ou Bleu d'Aurillac), marque commerciale, Cantal
- Fourme d'Ambert, Auvergne
- Fourme de Montbrison, Rhône-Alpes
- Fromage de pays, marque commerciale, Cantal
- Persillé des Aravis, Savoie
- Rochebaron, marque commerciale, Haute-Loire
- Roquefort, une partie du Massif central
- Saint Agur, marque commerciale, Haute-Loire
- Tignard, Savoie
- Bleu du Queyras, Hautes Alpes

### Irlande
- Cashel Blue

### Italie
- Gorgonzola
- Blu di bufala
- Bleu d'Aoste

### Royaume-Uni

#### Angleterre
- Dorset Blue Vinney
- Stilton Cheese
- Stichelton (au lait cru)

#### Écosse
- Lanark Bleu
- Shropshire

### Suède
- Ädelost

### Suisse
- Bleuchâtel, Les Ponts-de-Martel

### Tunisie
- Numidia, marque commerciale
- Bleu de Lansarine
- Bleu du Bey